# Ленинградский тоннель
Ленингра́дский тонне́ль — автомобильный тоннель в Москве, составная часть Развязки на Соколе. Длина тоннеля составляет 660 м. Начинается тоннель на Ленинградском шоссе в районе института «Гидропроект», проходит под пересечением с улицами Алабяна и Балтийской и выходит на поверхность на Ленинградском проспекте в районе станции метро Сокол. Глубина тоннеля составляет 12—14 метров.

## История
Тоннель был введён в эксплуатацию в 1961 году. На момент открытия это был самый большой транспортный тоннель в Москве. Общая длина сооружения составляла 682 м (тоннель — 298 м, рампа — 384 м). Тоннель был сооружён в плане по кривой радиусом 400 м. Его наибольший продольный уклон в профиле составлял 5%, поперечный уклон — 2% на прямой и 3% на виражах. Под рампой, выходящей на Ленинградское шоссе, находились тоннель метрополитена и пешеходный переход шириной 4 м. Строительство тоннеля осуществлялось в водоносных мелкозернистых песках.
В 2007 году тоннель подвергся реконструкции в рамках проекта «Большая Ленинградка». Ширина проезжей части была увеличена на 2,5 метра, усилены конструкции лотка, стен, перекрытий при сохранении высотных габаритов.
В 2009 году параллельно Ленинградскому был построен Волоколамский тоннель, соединивший Волоколамское шоссе с Ленинградским проспектом. В настоящее время сдан ещё один тоннель — Алабяно-Балтийский, который находится под Волоколамским и Ленинградским тоннелями.
В 2011 году появился проект строительства над Ленинградским тоннелем автостоянки на 140 машиномест.